# 韦斯顿电池
韦斯顿电池是一种原电池，1893年由英国化学家爱德华·韦斯顿（Edward Weston）发明。由于其高度稳定的电动势，多用于实验室中电位计的校准。1911年该电池被采纳为电动势的国际标准。
韦斯顿电池的负极是镉汞齐，正极是液态汞以及糊状硫酸亚汞（Hg2SO4），电解质溶液使用硫酸镉（CdSO4）溶液。
电池表达式为
Cd(5%~12%)(Hg)x|CdSO4·{\displaystyle {\frac {8}{3}}H_{2}O(s)}|CdSO4(sat)|CdSO4·{\displaystyle {\frac {8}{3}}H_{2}O(s)}|Hg2SO4(s)|Hg(l)
放电时发生如下反应：
Cd + Hg2SO4 = CdSO4 + 2Hg
在20℃时其电动势为1.01865V。